# 海渕萌
海渕 萌（かいふち もえ、1986年6月16日 - ）は、東京都町田市出身のカヌーイスト。
都立成瀬高校、秋田県立角館高校、駿河台大学出身。
元カヌースラローム日本代表。2012年ロンドンオリンピック出場者、2012年アジア選手権3位入賞。血液型はA型。

## 来歴

### 幼少期
両親はアウトドアを積極的に取り入れた幼稚園を経営しており、幼い頃から自然やカヌーに慣れ親しんだ生活を送る。
父親とともに見ていたカヌーの世界選手権（スラローム）のなかで激流に揉まれながらも勇ましく流れを操る女性カヌーイストに感化され、父とともに奥多摩のスラロームコースを訪れる。またそこで見た日本のトップ選手の姿にも刺激を受け、この頃から小学生を対象としたカヌーの全国大会に出場するようになる。
6年生になるとパラレルスラロームと普及艇と二種目で優勝し、それを皮切りにますますカヌーにのめり込んでいく。

### 中学 - 高校時代
中学校に入ると、大雨で川が増水しているときや雷の日を除いて毎日父と二人三脚でカヌーの練習に明け暮れた。
中学2年生になると大会で徐々にトップ層に食い込むようになり、中学3年生のジャパンカップでは社会人に混じって3位という結果を残す。
「その時は、すごい激流でした。トップ選手でもミスを連発する中、自分は流れの読みが当たりました。巧く流れを掴めると、行ける！というのがわかるんです」と当時を振り返っている。
高校入学後は年に2、3回はジャパンカップの表彰台に立つほどの実力をつけていたが、学業との両立での悩みや翌年にアテネオリンピックの代表選考会を控えていたことを理由に、高校2年生の冬休みには声をかけられていたクラブチームがあった秋田に本拠地を移す。
しかし冬の秋田では大雪で練習場に行くこともままならなかったため練習の機会を大幅に失ってしまう。そんな中迎えた五輪前の大会では思うような結果を残せず、アテネ五輪出場のチャンスを逃してしまう。
その後臨んだジュニアの世界選手権では15位、国内ではNHK杯で3位、5戦あるジャパンカップでも3位、2位、優勝という好成績を残した。

### 高校卒業後 - 大学時代
高校在学中、海渕は日本で唯一スラローム部を有する駿河台大学の監督から誘いを受ていた。
しかし両親の幼稚園を継ぐことを考えていた海渕は葛藤の末、もう一度五輪への夢を追うべく駿河台大学への進学を決意する。
しかし10名いる部員の中でただ1人女性だった海渕は、大学が有する池の施設ではチームメイトに歯が立たず、苦悩の日々を送った。
そんな環境の中迎えた2度目の五輪出場のチャンスだったが、その環境で低迷していた海渕は再び五輪出場機会を逃してしまう。
「同じ東京都にライバルがいました。3年生の時、私は北京五輪代表選考会で彼女に負けてしまいました。4年越しの夢が破れ、翌年に北京で活躍する彼女の姿を見るのは、本当に辛いものでした」と当時の悔しさを語っている。

### 大学卒業後 - ロンドン五輪
大学で思うような結果を残せなかった海渕は、再び競技からの引退を考える。
しかしそんな海渕に再び手を差し伸べたのは、4年後に自県で国体を控えた岐阜県だった。
その時の心境について、「そこには競技に専念できる環境がありました。それならば次こそは五輪に出場するため、時間もお金も全てを賭けて、4年間できる限りのことをしようと心に決めました」と語っている。
そして入社直後に行われた2010年4月のジャパンカップで優勝、初めて日本代表選手に選出される。しかし、そこで世界との壁を感じた海渕は翌年に単身でイギリスに渡る。
そこでは世界選手権で知り合った現地の選手に合宿所に泊めてもらえるよう頼みこみ、現地のクラブチームのもとで練習に参加した。その結果2013年のジャパンカップでは優勝し、世界選手権への日本人3名の出場枠を獲得した。
次の選手権で国別15位以内に入ればロンドン五輪出場というところまで漕ぎ着けるも、当日の選手権では基準をクリアする者がおらず、五輪代表の座はアジア大会に持ち越されることとなる。
この時の心境について海渕はのちの講演会にて、「まだ私にも可能性が残されました。私の強みは、カヌーが好だという気持ち。そう自分に言い聞かせ、諦めず頑張りました」と語っている。
そして出場を果たしたアジア大会では40度の高熱に苦しみながらも激流の難コースを日本人トップの3位にランクインし、悲願の五輪出場を果たす。ロンドン五輪では、本戦出場とはならなかったものの19位という功績を残した。

### ロンドン後 - 現在
その後もリオ五輪、東京五輪を目指し国内外で怪我に苦しみつつも長年競技活動を続ける傍ら、マット/マシンピラティスの資格を取得し指導者として活動するなどカヌーの普及、後進の育成に取り組んでいる。